# Армянский волонтёрский корпус
Армянский волонтёрский корпус (арм. Հայ կամավորների միություն; англ. Armenian Volunteer Corps) — организация по трудоустройству волонтёров, базирующаяся в Армении. Организация предлагает возможность лицам в возрасте 21+ со всего мира приехать в Армению для выполнения краткосрочной или долгосрочной волонтёрской работы для участия в экономическом и социальном развитии страны.

## История
Армянский волонтёрский корпус был основан в 2000 году отцом Овнаном (Джейсоном) Демерджяном, бывшим волонтёром Корпуса мира в Армении, Тамар Гаджян и доктором Томом Самуэляном.
Организация предоставляет такие возможности, как поддержка в трудоустройстве волонтёров и общественно-полезные проекты, подбирая волонтёров для профессиональных стажировок и волонтёрской работы в различных областях, таких как здравоохранение, государственные учреждения, школы, культурные организации, медиа, летние лагеря, организации по развитию общин и детские дома.
В дополнение ко всему, Армянский волонтёрский корпус предоставляет различные услуги поддержки, чтобы помочь волонтёрам легко интегрироваться в жизнь в Армении, включая ориентацию перед началом работы и поддержку на протяжении всей работы, проживание в принимающей семье, бесплатные уроки армянского языка, еженедельные экскурсии и другие услуги.

## Программы

### Младший корпус
Младший корпус открыт для людей в возрасте от 21 до 31 года, независимо от их этнической принадлежности, которые ищут возможности для волонтёрства или стажировки. Участники обязуются оставаться в стране не менее одного месяца и могут продлить свою службу на срок до одного года. Они должны посвящать 30 часов в неделю волонтёрской работе в одной или нескольких партнерских организациях. Иностранные студенты, обучающиеся в Армении, могут выбрать сокращенные условия — 20 часов в неделю, если они учатся на дневном отделении.

### Профессиональный корпус
Профессиональный корпус предназначен для опытных профессионалов в возрасте от 32 до 59 лет, желающих поделиться своим опытом. Участники обязуются пробыть в Армении не менее двух недель, сделав пожертвование в пользу организации, а также они могут остаться на срок до одного года, при этом пожертвования не требуются. Волонтёры уделяют минимум 20 часов в неделю своей специализации или выбранной области, оставляя достаточно времени для изучения местной культуры и общения.

### Старший корпус
Старший корпус предназначен для людей в возрасте 60 лет и старше. Программа рассчитана на минимальное участие в течение двух недель с небольшим пожертвованием или одного месяца без пожертвования, с возможностью продления пребывания до одного года. Участники старшего корпуса посвящают не менее 20 часов в неделю выбранным ими волонтёрским проектам, сотрудничая с одной или несколькими организациями-партнерами.

## Партнерские организации
Армянский волонтёрский корпус сотрудничает с более чем 1300 организаций различных отраслей, предлагая разнообразные возможности для волонтёров.